# Fred Stolle
Fred Stolle, właśc. Frederick Sydney Stolle (ur. 8 października 1938 w Hornsby, zm. 5 marca 2025) – australijski tenisista, zwycięzca osiemnastu turniejów wielkoszlemowych w grze pojedynczej, podwójnej i mieszanej, trzykrotny zdobywca Pucharu Davisa.

## Kariera tenisowa
Przez pewien czas pracujący jako urzędnik bankowy, Stolle znany był na korcie z waleczności i temperamentu, który przyniósł mu przydomek „ognistego Freda” (ang. Fiery Fred). Praworęczny, dysponował skutecznym serwisem i preferował styl „serwis-wolej” na trawie, ale radził sobie także na nawierzchni ziemnej. Duże znaczenie dla sukcesów Australijczyka na obu tych nawierzchniach miały jego umiejętności returnu.
Przede wszystkim Stolle był skutecznym deblistą, ale miał na koncie również dwa wielkoszlemowe zwycięstwa w grze pojedynczej. W 1965 triumfował w mistrzostwach Francji, pokonując w półfinale Cliffa Drysdale’a, a w finale Tony’ego Roche. Rok później, nierozstawiony, okazał się najlepszy w mistrzostwach USA, po finałowym zwycięstwie nad Johnem Newcombe. W pozostałych imprezach zaliczanych do Wielkiego Szlema Stolle nie zdołał triumfować w grze pojedynczej, ale zaliczył dwa finały mistrzostw Australii i trzy z rzędu finały Wimbledonu (ponadto raz przegrał finał mistrzostw USA). W 1963 w finale wimbledońskim uległ Chuckowi McKinleyowi, w pozostałych finałach przegrywał z rodakiem Royem Emersonem. Trzema przegranymi finałami Wimbledonu wyrównał przedwojenne osiągnięcie Niemca Gottfrieda von Cramma.
Łączna liczba osiemnastu wygranych turniejów wielkoszlemowych stawia go na siódmym miejscu wśród mężczyzn, wspólnie z Kenem Rosewallem i Jeanem Borotrą. Na liczbę tę złożyły się, oprócz wygranych singlowych, dwie wygrane w deblu na mistrzostwach Francji, dwie wygrane w deblu i trzy w mikście na mistrzostwach USA, trzy wygrane w deblu i jedna w mikście na mistrzostwach Australii, dwie wygrane deblowe i trzy mikstowe na Wimbledonie. Partnerowali mu m.in. Roy Emerson, Bob Hewitt, Ken Rosewall, a w grze mieszanej Lesley Turner, Ann Jones, Margaret Smith. Grę podwójną i mieszaną Stolle wygrywał również w międzynarodowych mistrzostwach Włoch (w singlu był tam w finale w 1964, przegrywając ze Szwedem Janem-Erikiem Lundqvistem), a w 1966 triumfował w grze pojedynczej w międzynarodowych mistrzostwach Niemiec. Wszystkie te rezultaty dały Australijczykowi miejsce w czołowej dziesiątce rankingu światowego w latach 1963–1966, w tym pozycję wicelidera w 1964 i 1966.
W 1967 Stolle, zwycięzca 31 turniejów amatorskich, przeszedł do grona tenisistów zawodowych, co wykluczyło go z rywalizacji wielkoszlemowej i Pucharu Davisa. Wkrótce jednak okres podziału tenisa na zawodowy i amatorski zakończył się i Stolle zdobywał kolejne tytuły. Jako zawodowiec wygrał łącznie dwie imprezy w singlu i trzynaście w deblu. Po raz ostatni wystąpił w grze pojedynczej w mistrzostwach USA – wówczas już US Open – w 1972, dochodząc do ćwierćfinału po wyeliminowaniu rozstawionych Newcombe (nr 5.) i Drysdale (nr 11.) i przegrywając z Rumunem Ilie Năstase 4:6, 6:3, 3:6, 2:6. W latach 70. XX w. Stolle był zawodowym trenerem tenisa, m.in. w rozgrywkach drużynowych World Team Tennis poprowadził do zwycięstwa ekipę New York Apples (1976 i 1977).
Fred Stolle występował w reprezentacji Australii w Pucharze Davisa w latach 1964–1966. W zespole prowadzonym przez legendarnego Harry’ego Hopmana był przede wszystkim singlistą i w 1964 odegrał ważną rolę w odzyskaniu trofeum przez Australijczyków. W finale z USA przegrał na otwarcie z Chuckiem McKinleyem, a potem w deblu w parze z Royem Emersonem. Do pojedynku z Dennisem Ralstonem przystępował przy stanie 2:1 dla USA i jego porażka oznaczałaby zarazem przegraną Australii. Stolle jednak wygrał 7:5, 6:3, 3:6, 9:11, 6:4, chociaż w piątym secie Ralston, po odrobieniu dwusetowej straty, prowadził już z przewagą przełamania serwisowego. To zwycięstwo umożliwiło sukces Australii – w piątym meczu Emerson pokonał McKinleya. W 1965, przeciwko niespodziewanym finalistom Hiszpanom, Stolle zdobył dwa punkty singlowe. W pierwszym meczu finału odniósł kluczowe zwycięstwo nad czołowym tenisistą rywali Manuelem Santaną, mimo prowadzenia rywala 2:0 w setach (10:12, 3:6, 6:1, 6:4, 7:5). Również dwa punkty singlowe Stolle dołożył do zwycięstwa 4:1 nad Indiami w finale w 1966, pokonując m.in. Ramanathana Krishnana. Łącznie w ramach Pucharu Davisa wygrał 10 spotkań w singlu (przegrał 2) i 3 w deblu (1 porażka).
Po zakończeniu kariery zawodniczej oprócz pracy trenerskiej zajmował się komentowaniem tenisa w telewizji. W 1985 jego nazwisko wpisano do Międzynarodowej Tenisowej Galerii Sławy, a w 1997 do Australijskiej Tenisowej Galerii Sławy.
Znanym tenisistą był również jego syn Sandon, specjalista gry podwójnej, zwycięzca US Open 1998 w parze z Cyrilem Sukiem (mający również na koncie zwycięstwo nad ówczesnym liderem rankingu światowego Austriakiem Thomasem Musterem w 1996).

### Finały w turniejach wielkoszlemowych

#### Gra pojedyncza (2–6)
| Końcowy wynik | Nr | Data | Turniej                                | Nawierzchnia | Przeciwnik     | Wynik finału            |
| ------------- | -- | ---- | -------------------------------------- | ------------ | -------------- | ----------------------- |
| Finalista     | 1. | 1963 | Wimbledon, Londyn                      | Trawiasta    | Chuck McKinley | 7:9, 1:6, 4:6           |
| Finalista     | 2. | 1964 | Australian Championships, Brisbane     | Trawiasta    | Roy Emerson    | 3:6, 4:6, 2:6           |
| Finalista     | 3. | 1964 | Wimbledon, Londyn                      | Trawiasta    | Roy Emerson    | 4:6, 10:12, 6:4, 3:6    |
| Finalista     | 4. | 1964 | U.S. National Championships, Nowy Jork | Trawiasta    | Roy Emerson    | 4:6, 2:6, 4:6           |
| Finalista     | 5. | 1965 | Australian Championships, Melbourne    | Trawiasta    | Roy Emerson    | 9:7, 6:2, 4:6, 5:7, 1:6 |
| Zwycięzca     | 1. | 1965 | French Championships, Paryż            | Ceglana      | Tony Roche     | 3:6, 6:0, 6:2, 6:3      |
| Finalista     | 6. | 1965 | Wimbledon, Londyn                      | Trawiasta    | Roy Emerson    | 2:6, 4:6, 4:6           |
| Zwycięzca     | 2. | 1966 | U.S. National Championships, Nowy Jork | Trawiasta    | John Newcombe  | 4:6, 12:10, 6:3, 6:4    |

#### Gra podwójna (10–6)
| Końcowy wynik | Nr  | Data | Turniej                                | Nawierzchnia | Partner      | Przeciwnicy                      | Wynik finału                |
| ------------- | --- | ---- | -------------------------------------- | ------------ | ------------ | -------------------------------- | --------------------------- |
| Finalista     | 1.  | 1961 | Wimbledon, Londyn                      | Trawiasta    | Bob Hewitt   | Roy Emerson Neale Fraser         | 4:6, 8:6, 4:6, 8:6, 6:8     |
| Finalista     | 2.  | 1962 | Australian Championships, Sydney       | Trawiasta    | Bob Hewitt   | Roy Emerson Neale Fraser         | 6:4, 6:4, 1:6, 4:6, 9:11    |
| Zwycięzca     | 1.  | 1962 | Wimbledon, Londyn                      | Trawiasta    | Bob Hewitt   | Boro Jovanović Nikola Pilić      | 6:2, 5:7, 6:2, 6:4          |
| Zwycięzca     | 2.  | 1963 | Australian Championships, Adelaide     | Trawiasta    | Bob Hewitt   | Ken Fletcher John Newcombe       | 6:2, 3:6, 6:3, 3:6, 6:3     |
| Zwycięzca     | 3.  | 1964 | Australian Championships, Brisbane     | Trawiasta    | Bob Hewitt   | Roy Emerson Ken Fletcher         | 6:4, 7:5, 3:6, 4:6, 14:12   |
| Zwycięzca     | 4.  | 1964 | Wimbledon, Londyn                      | Trawiasta    | Bob Hewitt   | Roy Emerson Ken Fletcher         | 7:5, 11:9, 6:4              |
| Finalista     | 3.  | 1965 | Australian Championships, Melbourne    | Trawiasta    | Roy Emerson  | John Newcombe Tony Roche         | 6:3, 6:4, 11:13, 3:6, 4:6   |
| Zwycięzca     | 5.  | 1965 | French Championships, Paryż            | Ceglana      | Roy Emerson  | Ken Fletcher Bob Hewitt          | 6:8, 6:3, 8:6, 6:2          |
| Zwycięzca     | 6.  | 1965 | U.S. National Championships, Nowy Jork | Trawiasta    | Roy Emerson  | Frank Froehling Charlie Pasarell | 6:4, 10:12, 7:5, 6:3        |
| Zwycięzca     | 7.  | 1966 | Australian Championships, Melbourne    | Trawiasta    | Roy Emerson  | John Newcombe Tony Roche         | 7:9, 6:3, 6:8, 14:12, 12:10 |
| Zwycięzca     | 8.  | 1966 | U.S. National Championships, Nowy Jork | Trawiasta    | Roy Emerson  | Clark Graebner Dennis Ralston    | 6:4, 6:4, 6:4               |
| Zwycięzca     | 9.  | 1968 | French Open, Paryż                     | Ceglana      | Ken Rosewall | Roy Emerson Rod Laver            | 6:3, 6:4, 6:3               |
| Finalista     | 4.  | 1968 | Wimbledon, Londyn                      | Trawiasta    | Ken Rosewall | John Newcombe Tony Roche         | 6:3, 6:8, 7:5, 12:14, 3:6   |
| Finalista     | 5.  | 1969 | Australian Open, Melbourne             | Trawiasta    | Ken Rosewall | Roy Emerson Rod Laver            | 4:6, 4:6                    |
| Zwycięzca     | 10. | 1969 | US Open, Nowy Jork                     | Trawiasta    | Ken Rosewall | Charlie Pasarell Dennis Ralston  | 2:6, 7:5, 13:11, 6:3        |
| Finalista     | 6.  | 1970 | Wimbledon, Londyn                      | Trawiasta    | Ken Rosewall | John Newcombe Tony Roche         | 8:10, 3:6, 1:6              |

#### Gra mieszana (6–4)
| Końcowy wynik | Nr | Data | Turniej                                | Nawierzchnia | Partnerka            | Przeciwnicy                          | Wynik finału  |
| ------------- | -- | ---- | -------------------------------------- | ------------ | -------------------- | ------------------------------------ | ------------- |
| Zwycięzca     | 1. | 1961 | Wimbledon, Londyn                      | Trawiasta    | Lesley Turner Bowrey | Edda Buding Robert Howe              | 11:9, 6:2     |
| Zwycięzca     | 2. | 1962 | Australian Championships, Sydney       | Trawiasta    | Lesley Turner Bowrey | Darlene Hard Roger Taylor            | 6:3, 9:7      |
| Finalista     | 1. | 1962 | French Championships, Paryż            | Ceglana      | Lesley Turner Bowrey | Renée Schuurman Robert Howe          | 6:3, 4:6, 4:6 |
| Zwycięzca     | 3. | 1962 | U.S. National Championships, Nowy Jork | Trawiasta    | Margaret Smith Court | Lesley Turner Bowrey Frank Froehling | 7:5, 6:2      |
| Finalista     | 2. | 1963 | Australian Championships, Adelaide     | Trawiasta    | Lesley Turner Bowrey | Margaret Smith Court Ken Fletcher    | 5:7, 7:5, 4:6 |
| Finalista     | 3. | 1963 | French Championships, Paryż            | Ceglana      | Lesley Turner Bowrey | Margaret Smith Court Ken Fletcher    | 1:6, 2:6      |
| Finalista     | 4. | 1964 | French Championships, Paryż            | Ceglana      | Lesley Turner Bowrey | Margaret Smith Court Ken Fletcher    | 3:6, 6:4, 6:8 |
| Zwycięzca     | 4. | 1964 | Wimbledon, Londyn                      | Trawiasta    | Lesley Turner Bowrey | Margaret Smith Court Ken Fletcher    | 6:4, 6:4      |
| Zwycięzca     | 5. | 1965 | U.S. National Championships, Nowy Jork | Trawiasta    | Margaret Smith Court | Judy Tegart Dalton Frank Froehling   | 6:2, 6:2      |
| Zwycięzca     | 6. | 1969 | Wimbledon, Londyn                      | Trawiasta    | Ann Haydon-Jones     | Judy Tegart Dalton Tony Roche        | 6:2, 6:3      |